# Morphologie du sanskrit
La morphologie du sanskrit étudie successivement les racines, les thèmes et leurs dérivations primaire et secondaire, les flexions nominale et verbale, et les mots invariables.

## Écriture et lecture d'un mot sanskrit
Devanagari, देवनागरी, [devanāgarī-],  dévanâgarî, sont quatre formes graphiques d'un même  mot sanskrit qui peut se traduire par « une serpentine brillante », et désigne l'alphabet indien le plus utilisé pour écrire la langue sanskrite.
- La forme देवनागरी présente ce mot en calligraphie indienne[1],
- La forme [devanāgarī-] translittère ce mot en « Alphabet International pour la Translittération du Sanskrit » (en anglais : International Alphabet of Sanskrit Transliteration dont les initiales forment le sigle IAST) ; typographié en caractères italiques, ce mot s'entoure de crochets pour signifier sa valeur phonétique[2],
- la forme dévanâgarî est la transcription francophone de ce mot, qui obéit aux règles de l'orthographe française concernant les accents, utilise les lettres de l'alphabet latin et, comme tout mot de langue étrangère inséré dans un texte français, est typographié en caractères italiques[3],
- la forme devanagari est cette même transcription française dénuée de tout accent, une transcription-lipogramme en quelque sorte, utilisée dans certains dictionnaires pour noter le titre d'un article ; cette forme, utilisée pour écrire les mots d'étymologie sanskrite naturalisés en français (par exemple : gourou), est typographiée en caractères romans comme le texte français qui les intègre[4].

## Formation du mot
L'étymologie des mots qui constituent le lexique de la langue sanskrite est variée. Certains mots sont d'origine dravidienne comme [biḍāla-] qui se traduit par « chat », d'autres mots prennent leur source dans diverses langues austro-asiatiques comme [tāmbūla-] qui se dit « bétel » en français, et quelques mots sont de simples onomatopées comme [ulūka-] qui désigne un « hibou ». Mais la majorité des mots du lexique sanskrit sont d'origine indo-européenne et se forment selon les normes de la grammaire sanskrite codifiée par l'indien Panini  ( पाणिनि [pāṇini] ) quatre siècles avant l'ère courante. 
Les mots sanskrits d'origine indo-européenne se construisent sur une racine [dhātu] généralement trilittère composée d'une voyelle encadrée par deux consonnes. Cette voyelle est sujette à alternances vocaliques, et son degré d'altération est un facteur important de la formation des mots. Au contact d'un affixe, préfixe ou  suffixe, les consonnes initiale et finale de la racine peuvent varier en raison de règles phonologiques très précises.
L'adjonction d'affixes à la racine permet de construire un radical qui, complété par des désinences propres à la déclinaison du nom ou à la conjugaison du verbe fournit un mot prêt à intégrer une phrase.
- Exemple : sur la  racine : [YUJ-] signifiant « atteler » se construit le mot yoga qui signifie littéralement « action d'atteler » d'où « attelage »[8]. L'alternance vocalique transforme la voyelle [u] de la racine en [o], la transformation de la consonne [j] en [g] obéit à des lois phonologiques, le suffixe [-a] ajouté à la racine forme un radical [yoga-] qui peut prendre la forme [yogam] à l'accusatif singulier pour intégrer sous cette forme une phrase sanskrite en tant que complément d'objet direct[9].

### Racine

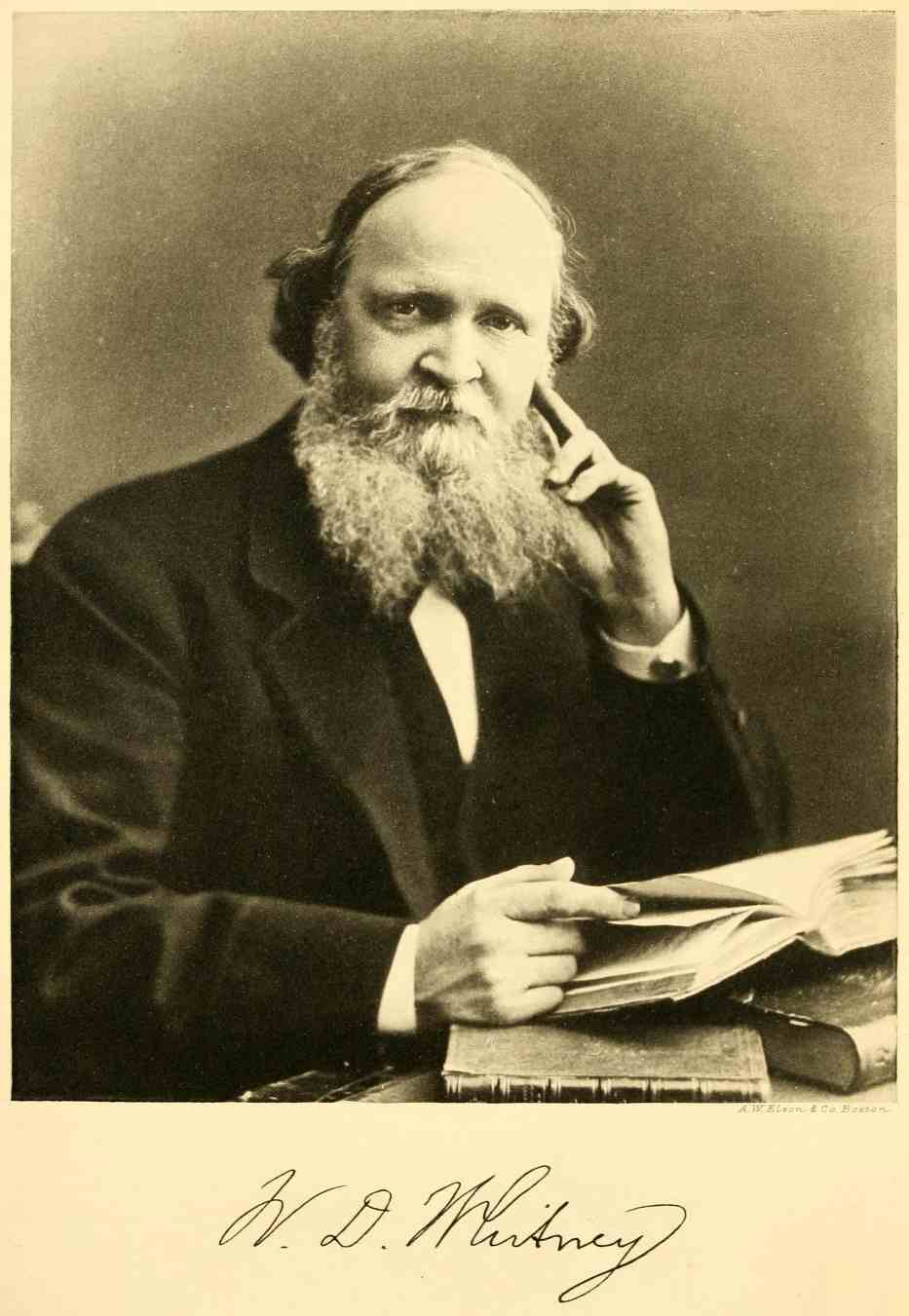
William Dwight Whitney

Le génie de la langue sanskrite considère la racine d'un mot comme étant de nature verbale, dynamique, et l'immense  vocabulaire sanskrit s'élabore à partir d'environ huit cents racines verbales, relevées dès 1885 par le philologue américain William Dwight Whitney (1827–1894).
La structure d'une racine sanskrite est une monosyllabe souvent ternaire qui comprend une initiale consonantique, une vocalisation, et une finale consonantique. La grammaire qualifie trilittère ce type de racine. 
- Exemple : [TUD-] est un lexème signifiant « pousser, piquer, stimuler ». Le tiret qui suit l'écriture d'une racine marque l'absence de la terminaison grammaticale qui est nécessaire pour que le mot puisse fonctionner dans le contexte d'une phrase [saṃhitā][11].

À quelques racines exceptionnelles manquent un, ou parfois deux, de ces trois éléments théoriquement constitutifs de la racine. 
- Exemples : à la racine [AD-], signifiant « manger », manque une consonne initiale ;   à la racine [DHĀ-], signifiant « poser, placer », manque une consonne finale ;  à la racine [I-] , signifiant « aller » manquent consonnes initiale et finale[12].

Lorsque, dans un mot, la consonne finale d'une racine se trouve en contact avec la consonne initiale de la syllabe suivante, les règles phonologiques de la langue sanskrite entraînent souvent une modification de cette consonne finale.
- Exemple : lorsque le suffixe instrumental [-tra] s'attache à la racine [YUJ-] qui signifie « atteler », la consonne [J] se mue en [K] pour fournir le nom neutre [yoktra-] qui désigne une « courroie d'attelage »[13].

#### Alternances vocaliques de la racine
L'élément vocalique de la racine peut présenter un des trois degrés d'alternance vocalique décrits par le grammairien Panini (560-480 AEC). Un degré fort [guṇa] aussi nommé degré plein, un degré faible aussi nommé degré réduit voire degré zéro, un degré augmenté [vṛddhi] aussi nommé degré long. 
Le degré fort [guṇa] intègre une voyelle [a] brève dans la racine, ce [a] renforce les voyelles [i], [u], [ṛ], [ḷ], en [e], [o], [ar], [al].
- Exemples : [VED-a-] « connaissance », [ni-RODH-a-] « répression », [VART-man-] « route », [KALP-a-] « durée d'un jour de Brahma ».

Le degré faible, au contraire, ne contient jamais la voyelle brève [a], qui n'influence donc pas la prononciation des voyelles [i], [u], [ṛ] [ḷ] ou l'absence de voyelle dans la racine. 
- Exemples : [pa-PT-ma] nous sommes tombés, [CIT-ta-] « pensée », [RUJ-a-ti] « il brise », [VṚT-ti-] « rotation », [KḶP-ta-] « arrangé ».

Le degré augmenté [vṛddhi] intègre une voyelle [ā] longue dans la racine, ce [ā] renforce les voyelles [i], [u], [ṛ], [ḷ], en [ai], [au], [ār], [āl].
- Exemples : [ĀS-ana-] « fait de s'asseoir », [VAID-ya-] « savant », [PAUR-a-] « citadin », [KĀR-ya-] « qui est à faire ».

#### Lexème
Linguistiquement parlant, la racine est un morphème fondamental porteur de sens, un lexème signifiant. Sémantiquement, cette plus petite unité morphologique au cœur du mot renvoie au lemme par elle signifié. Les affixes ne sont pas des lexèmes, mais des éléments purement grammaticaux qui modifient le sens fondamental de la racine, ou qui permettent de construire des mots aptes à intégrer un discours.

#### De la racine au radical
Un radical verbal se construit par ajout d'affixes à la racine simple. Ces affixes peuvent être des infixes, des suffixes, ou des morphèmes préfixés. 
Le radical le plus simple se limite à reproduire la racine.
- Exemple : sur la racine [HAN-] se construit la forme [HAN-ti] « il tue ».

Insérer un infixe dans la racine construit un radical spécifique à la conjugaison de certains verbes au présent.
- Exemple : sur la racine [YUJ-] se construit la forme [YUnaJ-mi] « j'attèle ».

Différents suffixes peuvent s'intercaler entre la racine et la désinence ;
- Exemple : sur la racine [BHṚ-] se construisent les formes [BHAR-ā-mi] « je porte » et [BHAR-a-ti] « il porte »

Différents morphèmes peuvent précéder la racine verbale, tels un redoublement [abhyāsa], un augment [agāma], un préfixe ;
- Exemples : la forme conjuguée [tu-TOD-a], « il frappa », provient du redoublement de la racine [TUD-] ; la forme conjuguée [a-TUD-at], « il frappait », préfixe un augment à la même racine [TUD-], la conjugaison utilise cette particule [a] comme augment pour marquer « la valeur prétérite des temps secondaires »[16] ;  nantie d'un préfixe [ni-] la racine [RUDH-] qui signifie « arrêter, enchaîner » devient le radical [ni-RODH-] sur lequel se construit le nom masculin [nirodha] au sens de « restriction, enfermement »[17].

##### Du radical aux systèmes verbaux
La forme du radical d'un verbe conjugué permet de classer celui-ci dans différents « systèmes verbaux » principaux, à l'intérieur desquels la grammaire distingue ensuite des valeurs temporelles et modales. Ce mode de classification, propre au sanskrit, se démarque de la distinction de temps et de modes présentée par les autres langues classiques tels le grec ou le latin. La grammaire de Panini traite chaque système verbal comme une conjugaison indépendante. 
Le sanskrit classique présente quatre « systèmes fondamentaux », bâtis chacun sur un radical morphologiquement spécifique, à savoir un système du présent, un système du parfait, un système de l'aoriste et un système du futur. 
Cinq « systèmes dérivés » sont bâtis sur cinq autres formes de radical spécifiques, à savoir le passif, l'intensif, le désidératif, le causatif et le dénominatif. 
Les « formes nominales du verbe » se construisent soit directement sur la racine, soit sur un des radicaux propres aux systèmes énoncés ci-avant.

##### Radicaux thématiques et athématiques
La grammaire nomme radicaux thématiques ceux qui se terminent par un [a] bref, qu'elle distingue des radicaux athématiques qui ne se terminent pas par un a bref thématique. Les radicaux athématiques se caractérisent par l'alternance vocalique de l'infixe ou du suffixe radical. Les radicaux thématiques n'utilisent pas d'alternance vocalique au cours de la conjugaison.

### Radicaux dérivés

#### Dérivation

##### Dérivation primaire
L'utilisation d'affixes permet de créer des mots nouveaux en partant de la racine. Ces affixes  sont des préfixes (e.g. adhiKAR-) des infixes (e.g. BHInaD-) ou des suffixes (e.g. MANana-). Ces mots dérivés ont un sens plus spécifique que celui, très général, de la racine.
L'utilisation d'affixes permet au mot de passer de l'état de racine à l'état de thème (déclinable ou conjugable selon les règles de flexion décrites ci-après).

##### Dérivation secondaire
La dérivation secondaire est analogue (utilisation d'affixes) mais part d'un dérivé primaire et non de la racine. Ce mode de dérivation permet entre autres de passer d'un dérivé primaire masculin à son dérivé secondaire correspondant féminin. (e.g. DÂtr.- DÂtrî-)

#### Mots
La lexicologie conçoit chaque mot (lemme) comme un radical (lexème) entouré d'affixes. La racine sanskrite est l'élément fondamental du radical-lexème.
La mentalité védique ne séparait pas les notions de signifiant et signifié. Les mots védiques n'étaient pas conçus comme des étiquettes apposées à des objets. Un "pouvoir dynamique" se manifeste dans l'élocution de chaque mot sanskrit, infusé en lui par cette syllabe fondamentale que nous nommons racine. Ce pouvoir s'incarne dans un corps humain vivant qui prononce des syllabes puissantes modulées par les affixes qui lui donnent l'aspect des mots d'un chant magique très fortifiant (telle est la fonction des chandas du rigveda). Le texte écrit n'a aucun pouvoir d'évocation, il n'est que l'empreinte graphique de ce qui est dit, une sorte d'aide-mémoire.

## Flexions verbale et nominale

### Flexion verbale
La construction d'un verbe se forme à partir de sa racine.  On note une alternance vocalique de la racine en fonction du genre, du nombre et du temps utilisé. Trois systèmes de conjugaisons existent : le présent, l'aoriste, le parfait.
- Les genres : masculin, féminin, neutre.
- Les nombres : singulier, duel, pluriel.
- Les voix : actif, moyen, (le passif dispose d'un thème propre)
- Les temps du système du présent : le présent, l'imparfait, le futur, l'injonctif, le subjonctif, l'optatif présent, l'impératif présent, le participe présent, le participe passé, le passif, le causatif, le désidératif, l'intensif, l'absolutif, le futur périphrastique.
- Les temps du système du parfait :
- Les temps du système de l'aoriste :

| Tableau récapitulatif | Tableau récapitulatif | Voix active | Voix active | Voix active | Voix médiane | Voix médiane | Voix médiane   |
| --------------------- | --------------------- | ----------- | ----------- | ----------- | ------------ | ------------ | -------------- |
| Tableau récapitulatif | Tableau récapitulatif | Singulier   | Duel        | Pluriel     | Singulier    | Duel         | Pluriel        |
| Primaire              | Première personne     | mi          | vás         | más         | é            | váhe         | máhe           |
| Primaire              | Deuxième personne     | si          | thás        | thá         | sé           | ā́the         | dhvé           |
| Primaire              | Troisième personne    | ti          | tás         | ánti, áti   | té           | ā́te          | ánte, áte      |
| Secondaire            | Première personne     | am          | vá          | má          | í, á         | váhi         | máhi           |
| Secondaire            | Deuxième personne     | s           | tám         | tá          | thā́s         | ā́thām        | dhvám          |
| Secondaire            | Troisième personne    | t           | tā́m         | án, ús      | tá           | ā́tām         | ánta, áta, rán |
| Parfait               | Première personne     | a           | vá          | má          | é            | váhe         | máhe           |
| Parfait               | Deuxième personne     | tha         | áthus       | á           | sé           | ā́the         | dhvé           |
| Parfait               | Troisième personne    | a           | átus        | ús          | é            | ā́te          | ré             |
| Impératif             | Première personne     | āni         | āva         | āma         | āi           | āvahāi       | āmahāi         |
| Impératif             | Deuxième personne     | dhí, hí, —  | tám         | tá          | svá          | ā́thām        | dhvám          |
| Impératif             | Troisième personne    | tu          | tā́m         | ántu, átu   | tā́m          | ā́tām         | ántām, átām    |

Les suffixes primaires sont utilisés avec les formes présente, indicative et future. Les suffixes secondaires sont utilisés avec les temps imparfait, conditionnel, aoriste et optative. Les suffixes parfait et impératifs sont utilisés avec le parfait et l'impératif respectivement.

### Flexion nominale
Le sanskrit possède :
- 3 genres : le masculin, le féminin et le neutre.
- 3 nombres : le singulier, le duel et le pluriel.
- 8 cas : le nominatif (le sujet), le vocatif (l'apostrophe, l'invocation), l'accusatif (objet direct), l'instrumental (moyen, instrument), le datif (objet indirect), l'ablatif (provenance), le génitif (appartenance) et le locatif (lieu et temps).

Les huit cas originaires de l'indo-européen sont conservés.
En sanskrit, on distingue :
- la déclinaison vocalique, où le thème se termine en une voyelle.
- la déclinaison consonantique, où le thème se termine en une consonne.

#### Déclinaisons vocaliques
On distingue un certain nombre de déclinaisons différentes :
- thèmes en -a-, masculins et neutres;
- thèmes en -ā-, féminins;
- thèmes en -i- et -u- : masculins et neutres;
- thèmes en -i- et -u- : féminins;
- thèmes en -ī- et -ū- : féminins (deux déclinaisons différentes selon que le thème soit monosyllabique ou polysyllabique);
- thèmes en -r̥- : masculins et nombres (nomen agentis, nom de parenté);
- thèmes en diphtongue.

La déclinaison la plus importante est la première de cette liste :
Pour le masculin, avec le mot devá, m : dieu :
| Nombre       | Singulier | Duel                  | Pluriel   |
| Cas          | Singulier | Duel                  | Pluriel   |
| ------------ | --------- | --------------------- | --------- |
| Nominatif    | deváḥ     | deváu (védique1 devā) | devāḥ     |
| Vocatif      | déva      | deváu (védique1 devā) | devāḥ     |
| Accusatif    | devám     | deváu (védique1 devā) | devān     |
| Instrumental | devéna    | devābhyām             | deváiḥ    |
| Datif        | devāya    | devābhyām             | devébhyaḥ |
| Ablatif      | devāt     | devābhyām             | devébhyaḥ |
| Génitif      | devásya   | devāyoḥ               | devānām   |
| Locatif      | devé      | devāyoḥ               | devéṣu    |

On remarque que l'accentuation se place sur la première voyelle de la désinence sauf pour le vocatif singulier. 1. Le védique est la forme la plus ancienne de sanskrit attestée. 
Pour le neutre, avec le mot yugá-, n : joug :
| Nombre       | Singulier | Duel      | Pluriel                |
| Cas          | Singulier | Duel      | Pluriel                |
| ------------ | --------- | --------- | ---------------------- |
| Nominatif    | yugám     | yugé      | yugāni (védique1 yugā) |
| Vocatif      | yúgam     | yugé      | yugāni (védique1 yugā) |
| Accusatif    | yugám     | yugé      | yugāni (védique1 yugā) |
| Instrumental | yugéna    | yugābhyām | yugáiḥ                 |
| Datif        | yugāya    | yugābhyām | yugébhyaḥ              |
| Ablatif      | yugāt     | yugābhyām | yugébhyaḥ              |
| Génitif      | yugásya   | yugāyoḥ   | yugānām                |
| Locatif      | yugé      | yugāyoḥ   | yugéṣu                 |

1. Le védique est la forme la plus ancienne de sanskrit attestée.

## Mots invariables
- La plupart des invariants sont des formes verbales ou nominales figées.
- Les dérivés adverbiaux utilisent les suffixes -tas, -vat, dha, tra.

#### Grammaires
- Alix Desgranges, Grammaire sanscrite-française, Vol. 1-2, À l'Imprimerie Royale, Paris, 1845, 1847
- Louis Renou, Grammaire sanskrite, Paris 1935
- Louis Renou, Grammaire védique, Paris 1952
- Louis Renou, Grammaire sanskrite élémentaire, Paris, Librairie d'Amérique et d'Orient, Adrien Maisonneuve, J. Maisonneuve, succ., 1978, 109 p.
- Louis Renou, Grammaire sanscrite (3e édition), J.Maisonneuve, Paris, 1996  (ISBN 2-7200-0941-5)
- Jan Gonda, Manuel de Grammaire élémentaire de la langue Sanskrite. Traduit de la quatrième édition en langue allemande par Rosane Rocher., Leiden, E.J. Brill et Paris, Adrien Maisonneuve, 1966 (Éd. revue et corrigée 1997, réimpression 2002), 173 p.
- Jean Varenne, Grammaire du sanskrit, Paris, PUF, coll. « Que sais-je » no 1416, 1971, 128 p.  (ISBN 9782130358947)
- (it) Saverio Sani, Grammatica sanscrita, Pisa, Giardini, 1991.
- Sylvain Brocquet, Grammaire élémentaire et pratique du sanskrit classique, avec exercices corrigés et textes, Bruxelles, Safran (éditions), coll. « Langues et cultures anciennes », 2016 (éd. entièrement revue et augmentée) (réimpr. 2023), 587 p. (ISBN 978-2-874-57086-5)

#### Lexiques
- Monier Monier-Williams, A sanskrit-english Dictionary, Oxford, 1899 (mis en ligne par l'Université de Cologne sous le titre Monier-Williams Sanskrit-English Dictionary - Révision 2008).
- N. Stchoupak, L. Nitti et Louis Renou, Dictionnaire sanskrit-français, 897 pages, Librairie d'Amérique et d'Orient, Jean Maisonneuve Successeur, Paris 1932, réédition 1987 (réimpression, 2008)  (ISBN 2-7200-1049-9)
- (en) R.S.McGregor, Oxford Hindi-English Dictionary, Delhi, Oxford University Press, 1993 (réimpression 2002), 1083 p.  (ISBN 0-19-864339-X)
- Gérard Huet, Héritage du sanskrit dictionnaire sanskrit-français, 493 p. au format PDF (en ligne depuis le 10 décembre 2008 sous le titre The Sanskrit Heritage Dictionary) [lire en ligne (page consultée le 27 avril 2024)]